# Guilherme Henrique, Duque de Gloucester e Edimburgo
Guilherme Henrique, Duque de Gloucester e Edimburgo (em inglês: William Henry, 25 de novembro de 1743 - 25 de agosto de 1805) foi um membro da família real britânica, neto do rei Jorge II da Grã-Bretanha e irmão mais novo do rei Jorge III.

## Primeiros anos
O príncipe Guilherme nasceu em Leicester House, Londres. O seu pai era o príncipe Frederico de Gales, filho mais velho do rei Jorge II da Grã-Bretanha e da duquesa Carolina de Ansbach. A sua mãe era a princesa de Gales, nascida duquesa Augusta de Saxe-Gota. Foi baptizado em Leicester House onze dias depois de nascer. Os seus padrinhos foram o seu tio paterno por casamento, o príncipe de Orange, que foi representado por outra pessoa na cerimónia, o seu tio paterno, o duque de Cumberland, e a sua tia paterna, a princesa Amélia. Como neto de um soberano, tinha o tratamento de Sua Alteza Real, o príncipe Guilherme. Quando nasceu estava em quarto lugar na linha de sucessão.
O príncipe Guilherme juntou-se mais tarde ao exército britânico. O seu pai morreu em 1751, passando o seu irmão mais velho, o príncipe Jorge, a ser o herdeiro-aparente ao trono. Sucedeu ao trono como Jorge III a 25 de outubro de 1760 e presenteou Guilherme com os títulos de duque de Gloucester e Edimburgo e conde de Connaught a 19 de novembro de 1764. Foi nomeado Cavaleiro da Ordem da Jarreteira no dia 27 de maio de 1762 e investido a 22 de setembro desse ano.

## Casamento

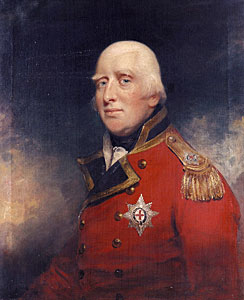
Guilherme Henrique, por William Beechey

O duque era protector da floresta de Windsor e vivia em Cranbourne Lodge. Era mais conhecido pelo seu casamento secreto em 1766 com Maria Walpole, condessa-viúva de Waldegrave, uma neta ilegítima de Sir Robert Walpole, que vivia na vizinhança, em Frogmore House. O rei só soube deste casamento depois de aprovar o Decreto de Casamentos Reais de 1772. O casal vivia em St Leonard's Hill em Clewer, perto de Windsor, e tiveram três filhos:
- Sofia Matilde de Gloucester (29 de maio de 1773 - 29 de novembro de 1844), morreu solteira e sem descendência.
- Carolina de Gloucester (24 de junho de 1774 - 14 de março de 1775), morreu aos nove meses de idade.
- Frederico Guilherme de Gloucester e Edimburgo (15 de janeiro de 1776 - 30 de novembro de 1834), casado com a princesa Maria do Reino Unido; sem descendência.

## Filha ilegítima
O duque também teve uma filha ilegítima, fruto da sua relação com Lady Almeria Carpenter, filha do conde de Tyrconnell.
- Louisa Maria La Coast (6 de janeiro de 1782 - 10 de fevereiro de 1835), casou-se no dia 29 de dezembro de 1803, em Norwich, com Godfrey Macdonal, 11.º baronete Macdonal de Slate, mais tarde 3.º barão Macdonald de Slate. Tiveram três filhos antes do casamento (legítimo na lei escocesa, mas não na irlandesa) e dez depois. O casamento que tinham celebrado anteriormente na Escócia foi questionado. Estas crianças e os seus descendentes são os únicos que ficaram para a posterioridade do príncipe Guilherme Henrique.

## Últimos anos
O duque foi nomeado coronel-honorário do 13.º Regimento de Guardas e do 1.º Regimento de Guardas, do qual se tornou marechal-de-campo a 12 de Outubro de 1793.
Foi reitor da Trinity College de Dublin de 1771 a 1805.
Morreu em Gloucester House, Londres.

## Genealogia
| Guilherme Henrique, Duque de Gloucester | Pai: Frederico, Príncipe de Gales | Avô paterno: Jorge II da Grã-Bretanha             | Bisavô paterno: Jorge I da Grã-Bretanha                |
| Guilherme Henrique, Duque de Gloucester | Pai: Frederico, Príncipe de Gales | Avô paterno: Jorge II da Grã-Bretanha             | Bisavó paterna: Sofia Doroteia de Brunsvique-Luneburgo |
| Guilherme Henrique, Duque de Gloucester | Pai: Frederico, Príncipe de Gales | Avó paterna: Carolina de Ansbach                  | Bisavô paterno: João Frederico de Brandemburgo-Ansbach |
| Guilherme Henrique, Duque de Gloucester | Pai: Frederico, Príncipe de Gales | Avó paterna: Carolina de Ansbach                  | Bisavó paterna: Leonor Edmunda de Saxe-Eisenach        |
| Guilherme Henrique, Duque de Gloucester | Mãe: Augusta de Saxe-Gota         | Avô materno: Frederico II de Saxe-Gota-Altemburgo | Bisavô materno: Frederico I de Saxe-Gota-Altemburgo    |
| Guilherme Henrique, Duque de Gloucester | Mãe: Augusta de Saxe-Gota         | Avô materno: Frederico II de Saxe-Gota-Altemburgo | Bisavó materna: Madalena Sibila de Saxe-Weissenfels    |
| Guilherme Henrique, Duque de Gloucester | Mãe: Augusta de Saxe-Gota         | Avó materna: Madalena Augusta de Anhalt-Zerbst    | Bisavô materno: Carlos de Anhalt-Zerbst                |
| Guilherme Henrique, Duque de Gloucester | Mãe: Augusta de Saxe-Gota         | Avó materna: Madalena Augusta de Anhalt-Zerbst    | Bisavó materna: Sofia de Saxe-Weissenfels              |